# Фере, Коринн
Коринн Фере (фр. Corinne Féret) — французский политик, сенатор от департамента Кальвадос.

## Биография
Родилась 17 сентября 1961 года в Кане (департамент Кальвадос). Ее отец работал в крупнейшей государственной энергогенерирующей компании Франции Électricité de France. В 1982 году вступила в Социалистическую партию, была казначеем и федеральным секретарем по делам женщин. С 1989 по 1997 годы работала помощником мэра Лизьё Иветт Руди.
В марте 2004 года Коринн Фере была избрана в Совет региона Нижняя Нормандия по единому списку левых. В 2010 году она вновь избирается в этот Совет и занимает пост вице-президента по вопросам образования. В  марте 2008 года была вторым номером в списке социалистов на муниципальных выборах в Кане и, после победы на этих выборах, заняла пост первого вице-мэра Кана. В 2014 году левые утеряли большинство в городском совете, и она перешла в оппозицию. В марте 2015 года в паре с Жилем Детервилем была избрана в Совет департамента Кальвадос от кантона Кан-4.
В сентябре 2014 года она была включена под вторым номером в список социалистов на выборах в Сенат от департамента Кальвадос. Список занял третье место и получил одно место в Сенате, которое досталось его лидеру Франсуа Обе. Но в июне 2015 года по решению Конституционного совета Обе был вынужден сдать мандат сенатора и он достался Коринн Фере. Она стала первой в истории женщиной, представляющей департамент Кальвадос в Люксембургском дворце.

## Занимаемые выборные должности
03.2004 — 03.2010 — член Совета региона Нижняя Нормандия  
 
03.2010 — 31.12.2015 — вице-президент Совета региона Нижняя Нормандия  
 
03.2008 — 03.2014 — первый вице-мэр города Кан 

03.2014 — 12.06.2015 — член совета города Кан 

с 29.03.2015 — член Совета департамента Кальвадос от кантона Кан-4 
 
с 12.06.2015 — сенатор от департамента Кальвадос 